# Transplantation corallienne

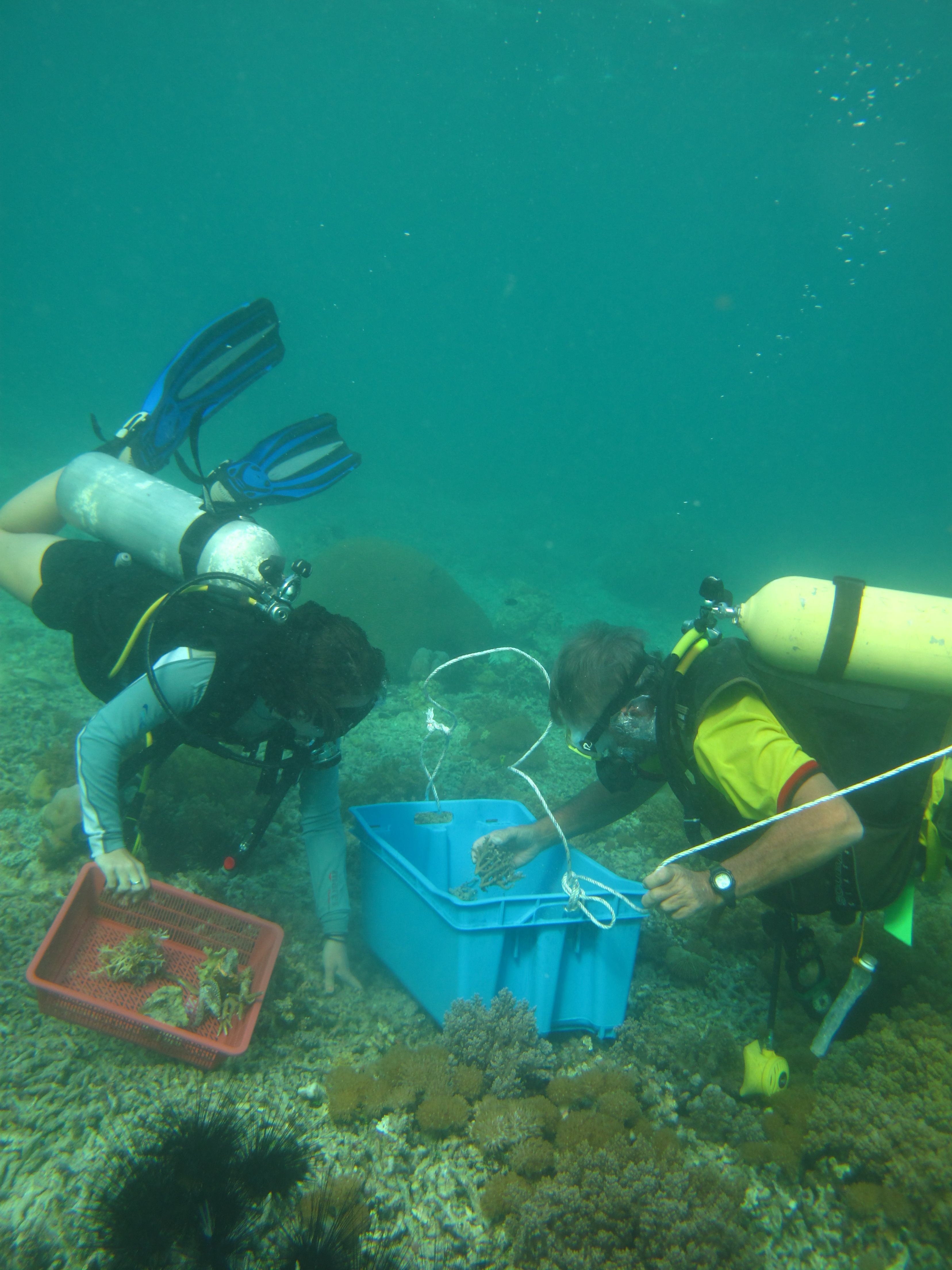
Transplantation corallienne à Pom Pom Island, dans la Mer de Célèbes

La transplantation corallienne est une opération consistant à transférer des colonies de coraux ou des fragments de colonies donneuses et à les transplanter directement sur un site dégradé. C’est une des techniques de la restauration écologique des coraux, elle n'est pas valable pour reconstituer des zones dégradées à grande échelle.

## Restauration écologique
Les récifs coralliens sont classés parmi les écosystèmes les plus productifs et biodiversifiés au monde. Ils jouent un rôle économique de premier plan pour les populations humaines en fournissant plusieurs biens et services économiques comme le  tourisme, la protection des côtes et la pêche.
Ces milieux sont face à une crise globale due au réchauffement climatique, à la pollution et aux rejets divers, à la surexploitation des ressources et aux pratiques de pêche destructives (cyanure, dynamite) qui  affaiblissent leur capacité de rétablissement naturelle. 
La restauration écologique permet de rétablir d’un écosystème qui a été dégradé, endommagé ou détruit afin de le ramener au plus près possible de ses conditions d’origine. Il y a deux types de restauration une physique et l'autre biologique  dont la transplantation de corail.

### Restauration physique
La restauration physique des récifs est axée sur la réparation de l’environnement récifal et peut coûter d'une centaine de milliers à plusieurs millions de dollars par hectare.
Des exemples d’actions de restauration physique sont les opérations de triages et de réparation des récifs endommagés et l’utilisation de récifs artificiels comme des blocs de calcaire, des modules conçus en béton (ex. ReefBall) ou en céramique (ex. EcoReef), minéraux (brucite et aragonite) déposés par électrolyse sur des structures métalliques maillées (ex. BioRock).
Ce type de restauration pourrait être un prérequis pour augmenter les chances de réussite des restaurations biologiques.

### Restauration biologique
La restauration biologique prend en considération tant l’environnement physique et biotique. Elle peut se faire sous forme de mesures de gestion indirecte ou passive à travers une gamme d’actions de gestion côtière qui réduisent les pressions anthropogéniques sur les systèmes coralliens, ou de mesures actives directes (le plus souvent la restauration active consiste à transplanter des coraux et autres biotes) sur un site dégradé. Lors du transfert il est crucial de minimiser les dommages aux zones récifales « donneuses » saines (ou moins dégradées) à partir desquelles les transplants sont obtenus, et de maximiser la survie des transplants sur le récif qui est restauré.

## Technique de transplantation
Le corail est un animal, il ne se déplace pas aussi facilement qu’un morceau de rocher inerte et a des exigences au niveau de ses conditions de vie. Dans cette optique la transplantation corallienne doit faire attention à plusieurs conditions:
- la température,
- la luminosité,
- la salinité,
- la propreté de l’eau.

La transplantation des coraux est utilisée pour plusieurs types de prestations d'intérêt économique important comme la sauvegarde d'espèces menacées ou rares, la mise en valeur de sites touristiques et les mesures de compensation pour la destruction du milieu naturel.

### Approvisionnement en transplants de corail

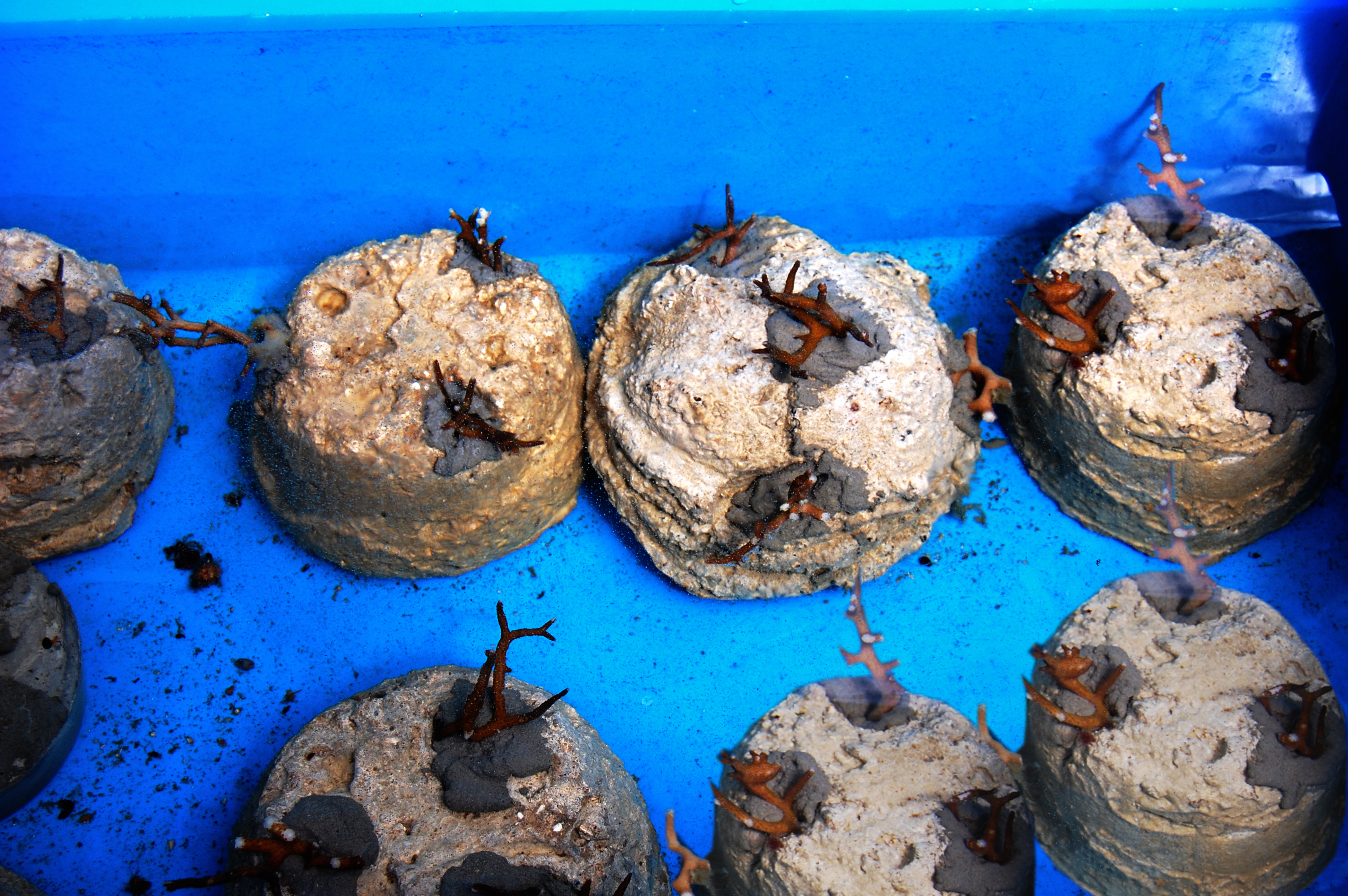
Fragments de corail destinés à la transplantation, fixés dans du ciment non toxique

Les transplants de corail sont collectés sous forme de petits fragments (3 à 10 cm). Ils sont utilisés pour minimiser les pertes puis ils seront élevés pendant un temps in situ en nurseries benthiques où ils peuvent être cultivés en petites colonies qui sont ensuite transplantées. Dans les cas où les récifs sont menacés par des travaux de remblaiement ou un développement industriel (ex. centrale électrique), des zones entières de récif peuvent être transplantées et des colonies entières déplacées vers un site refuge. Cette méthode n'est pas recommandée étant donné la forte probabilité de mortalité des transplants. Les « coraux d’opportunité » qui sont des fragments de corail cassés représentent en général une source de transplants.
Dans les colonies donneuses intactes l’approvisionnement en transplants ne doit pas utiliser plus de 10 % de leur surface pour minimiser le stress. Il n'est pas recommandé de forer les colonies massives pour obtenir des transplants mais il est préférable de prendre des fragments sur le pourtour des colonies.

### Culture et fixation
Les coraux peuvent être cultivés avec succès à partir de fragments produits asexuellement ou de larves produites par la reproduction sexuée. La raison principale de la culture de fragments asexués est de maximiser les bénéfices à partir d’une quantité donnée de matériaux source et ainsi minimiser les dommages aux zones donneuses. Mais il reste des précautions à prendre pour assurer la diversité génétique des transplants cultivés. La culture à partir de larves a été effectuée de façon expérimentale mais nécessite davantage d’expertise technique que la culture asexuée. Toutefois, la propagation sexuée en culture a le potentiel de produire d’énormes quantités de petits coraux. Le grand point d’interrogation reste si les coraux survivront bien quand transplantés sur un récif dégradé.
Les espèces qui naturellement se reproduisent par fragmentation sont capables de s’auto-fixer en quelques semaines, si elles sont transplantés dans des récifs stables.
Sur des récifs exposés, une variété d’adhésifs époxy, de ciments, fils et serre-câbles sont utilisés pour fixer des transplants sur les zones de récif dégradées. Les matériaux comme les clous et agrafes sont à éviter dans l’environnement récifal.
La méthode la plus efficace dépendra de : 
- la taille et la forme de croissance des transplants ;
- l’exposition de l’habitat aux actions des courants et des vagues ;
- la nature du substrat du récif.

### Choix des espèces
Il est recommandé de transplanter des espèces ayant la capacité de survivre dans des conditions environnementales très similaires ou identiques à l'écosystème de référence. L'utilisation de mélange d’espèces peut créer un équilibre dans le site par exemple les espèces branchues ont un fort taux de croissance mais aussi une tendance à être plus sensibles au blanchissement, au stress de la transplantation et aux maladies. Alors que les espèces massives et sub-massives ont des taux de croissance plus faibles et une tendance à mieux survivre face à ces mêmes perturbations.

### Tailles, densité et période de transplantation
Pour les transplants obtenus asexuellement (fragmentation) une taille minimum d’environ 5 à 10 cm peut offrir de meilleures chances de survie. Par contre une taille de 1 cm suffit pour cultiver des transplants produits sexuellement. Mais en général les transplants plus grands semblent mieux survivre.
La densité dépend de l'état de dégradation du récif ; par exemple sur un récif présentant déjà une couverture corallienne d’environ 20 %, on peut transplanter deux individus/m² alors que sur des récifs complètement dénudés de coraux il est recommandé de transplanter environ 25 individus/m² .
La période optimale de la transplantation est quelques mois avant ou après les températures maximales de l’océan et en dehors des périodes de ponte pour les espèces qui pondent de manière saisonnière.

### Entretien
Le développement des récifs transplantés est un processus qui dure plusieurs années. Le suivi des projets de restauration est essentiel pour évaluer le succès et la rentabilité de la transplantation. Dans cette optique, les visites de maintenance sont recommandées ainsi que la collecte régulière des données.